# Шевченка (Жмеринський район)
Шевче́нка —  село в Україні, у Барській міській громаді Жмеринського району Вінницької області. Населення — 12 осіб. До 2020 орган місцевого самоврядування — Івановецька сільська рада.

## Історія
12 червня 2020 року, відповідно до Розпорядження Кабінету Міністрів України № 707-р «Про визначення адміністративних центрів та затвердження територій територіальних громад Вінницької області», увійшло до складу Барської міської громади.
19 липня 2020 року, в результаті адміністративно-територіальної реформи та ліквідації Барського району, село увійшло до складу Жмеринського району.

## Назва
Село назване на честь Тараса Григоровича Шевченка.

## Географія
У селі бере початок Безіменна річка, ліва притока Рову.

## Пам'ятки
У селі є пам'ятки:
- Пам'ятник 66 воїнам-односельцям, загиблим на фронтах Другої світової війни[3], споруджений 1972 року. Пам'ятка розташована біля сільського клубу.